# フランシス・ダッシュウッド (第11代ル・ディスペンサー男爵)
第11代ル・ディスペンサー男爵フランシス・ダッシュウッド（英: Francis Dashwood,11th Baron le Despencer, PC, FRS、1708年12月 - 1781年12月11日）は、イギリスの政治家。トーリー党に所属し、第3代ビュート伯爵ジョン・ステュアートの内閣で財務大臣を務めた。秘密結社地獄の火クラブの主宰者でもあった。

## 経歴
1708年12月、初代準男爵サー・フランシス・ダッシュウッドとその妻メアリー（旧姓フェイン。第4代ウェストモーランド伯爵ヴィアー・フェインの娘）の間の長男として生まれる。彼の父はトルコと取引をしていた商人であり、ウィンチルシー選挙区選出の庶民院議員だった。
個人教育で育ったと見られる。1724年11月に父の死により第2代準男爵位と地所を相続。若い頃にはヨーロッパ旅行で放蕩の限りを尽くして悪名を流した。ロシアではスウェーデン王カール12世になりすまし、ロシア女帝アンナの恋人になろうと画策したり、イタリアでは宗教と道徳に対する冒とくから教会から追放処分を受けた。
イギリスに帰国した後、皇太子フレデリック・ルイス家で小さな役職を得たが、母方の伯父にあたる第7代ウェストモーランド伯爵ジョン・フェインがウォルポール首相に解任されたことで熱烈な反ウォルポール派となり、役職を辞した。1734年には貴族の芸術愛好家協会を創設した。
1741年の総選挙ではニュー・ロムニー選挙区でウォルポール派候補と激しく争い、議席を確保した。以降1761年までこの選挙区から選出され続け、トーリー党所属の庶民院議員を務めた（1761年から1763年まではウェイマス＝メルクーム・レジス選挙区から選出される）。当選後、ウォルポール政権を激しく攻撃し、ウオルポール失脚後もジョージ2世の下で成立する全ての政府に反対し続けた。1746年6月19日には王立協会フェロー(FRS)となる。
1755年頃には地獄の火クラブを創設した。ギャンブル、乱痴気、冒涜で悪名高い組織だった。
1761年に枢密顧問官(PC)となる。1761年から1762年にかけて王室会計長官、1762年6月から1763年4月にかけて財務大臣を務めた。第3代ビュート伯爵ジョン・ステュアートの支持者であったため、その庇護を受けての就任だった。しかし経済について無知すぎたため、彼の予算に関する演説は失笑を買った。1763年4月にビュート伯爵の首相退任とともに財務大臣を辞職し、衣服保管長官に就任。
母方の伯父第7代ウェストモーランド伯爵ジョン・フェインの死後、保持者不在となっていたル・ディスペンサー男爵位の保持者不在が1763年4月19日に解除されて彼がル・ディスペンサー男爵位を継承し、貴族院議員に転じた。
長期政権のノース卿フレデリック・ノース内閣では共同郵政長官を務めた。
1781年12月11日にウェスト・ウィコムで死去。子供がなかったため、ル・ディスペンサー男爵位は保持者不在となる。1788年になって保持者不在が解除され、従兄妹の孫にあたる第5代準男爵トマス・ステイプルトンが継承した。準男爵位は異母弟のジョン・ダッシュウッド＝キングが継承した。

## 家族
1745年12月19日、バッキンガムシャー・アイヴァー(Iver)のジョージ・グールド(George Gould)の娘で第3代準男爵リチャード・エリスの未亡人サラ(Sarah)と結婚した。しかし子供はなかった。

## 肖像画
- エイドリアン・カーペンターズ（英語版）画、1750年頃
- ウィリアム・ホガース画、1750年代